# Sqiah
Sqiah (tiếng Ả Rập: الصقيعة) là một ngôi làng Syria nằm ở Sinjar Nahiyah ở huyện Maarrat al-Nu'man, Idlib. Theo Cục Thống kê Trung ương Syria (CBS), Sqiah có dân số 599 trong cuộc điều tra dân số năm 2004.